# Michael Faber (Verleger)

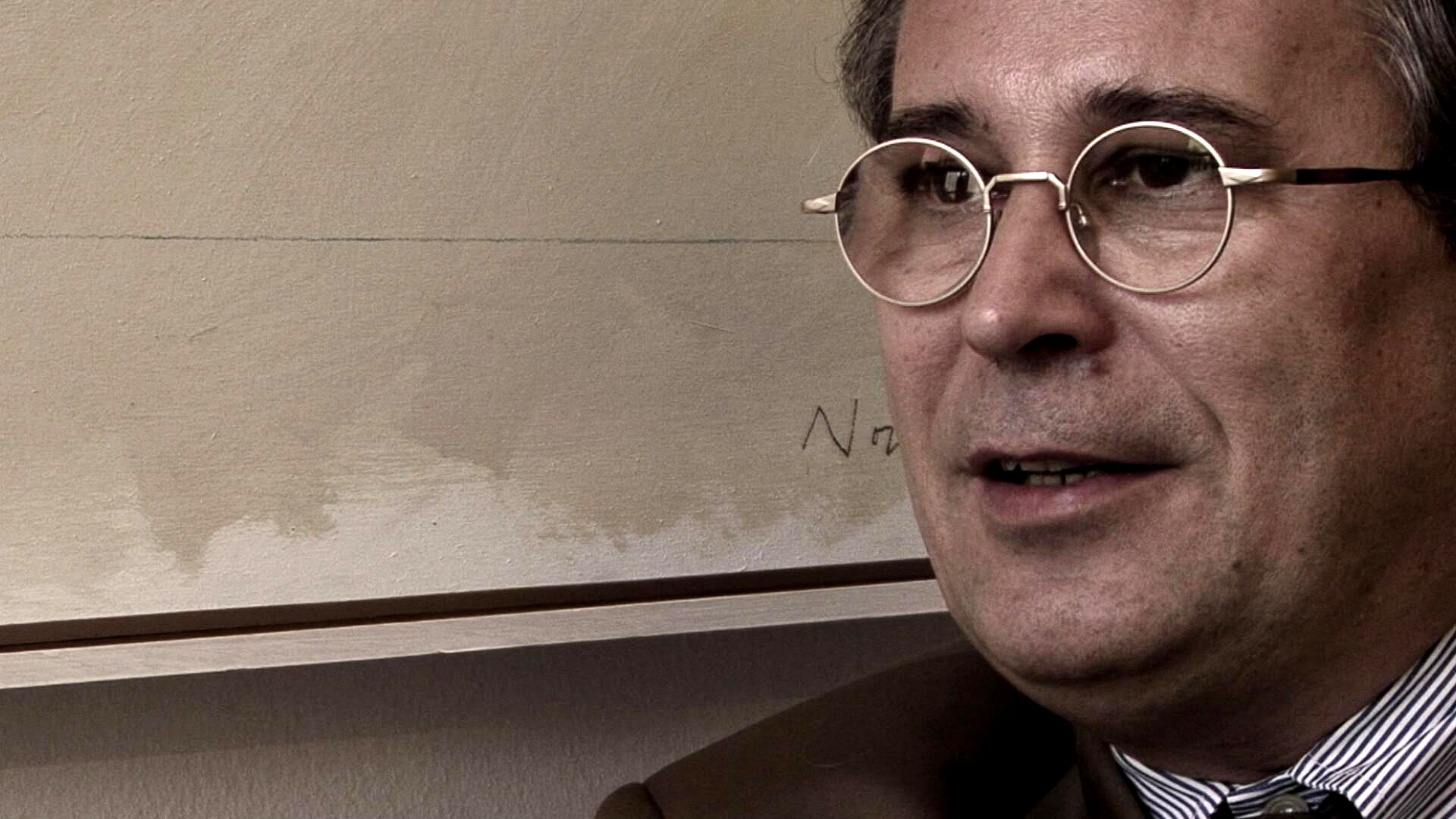
Michael Faber in Geschichten hinter vergessenen Mauern (2012)

Michael Faber (* 17. August 1961 in Leipzig) ist ein deutscher Verleger und war von 2009 bis 2016 Kulturbürgermeister der Stadt Leipzig.

## Leben
Michael Faber studierte Germanistik und Kunstgeschichte, war Lektor für Buch- und Buchhandelsgeschichte beim Börsenverein in Leipzig. 1990 gründete er mit seinem Vater Elmar Faber den Verlag Faber & Faber. Die von ihm herausgegebene, auf 25 Bände angelegte DDR-Bibliothek wurde von der Wochenzeitung Die Zeit als „ein poetisches Lexikon verschwundenen Lebens“ bezeichnet. Er gehörte zu den Vor-Juroren des MDR-Literaturwettbewerbes.
1997 wurde er als Mitglied des Verlegerausschusses und als Mitglied der Abgeordnetenversammlung (seit 2007 Branchenparlament) des Börsenvereins des Deutschen Buchhandels in Frankfurt a. M. gewählt. 2005 gründete er den auf das Hörsachbuch spezialisierten Mediendienstleister Agentur Amundsen.
Faber wurde im April 2009 zum neuen Kulturbürgermeister Leipzigs gewählt. Die Wahl des parteilosen Michael Faber erfolgte aufgrund des Vorschlages der Fraktion Die Linke. Michael Faber löste damit Georg Girardet (FDP) als hauptamtlichen Bürgermeister und Beigeordneten der Stadt Leipzig, verantwortlich für das Dezernat IV – Kultur, ab. Am 8. November 2010 wurden Faber durch Oberbürgermeister Burkhard Jung die Zuständigkeiten für die Oper Leipzig, Gewandhaus, Theater der Jungen Welt, Centraltheater und Musikschule Leipzig „Johann Sebastian Bach“ entzogen. Der Versuch, Faber abwählen zu lassen, scheiterte am 19. Januar 2011. Im März 2014 erhielt Faber sämtliche Zuständigkeiten durch Jung zurück.
Von 2009 bis 2016 war er Mitglied des Kulturausschusses des Deutschen Städtetages.
2016 ernannte ihn die französische Ministerin für Kultur und Kommunikation Audrey Azoulay in Anerkennung seiner außerordentlichen Verdienste um die kulturelle Zusammenarbeit zwischen Deutschland und Frankreich zum Chevalier de l’ordre des Arts et des Lettres.
2019 gab Michael Faber bekannt, dass er einen Neustart des einst mit seinem Vater Elmar Faber gegründeten Verlag Faber & Faber wagt.